# 北海道教育大学附属特別支援学校
北海道教育大学附属特別支援学校（ほっかいどうきょういくだいがくふぞくとくべつしえんがっこう）は、北海道函館市にある特別支援学校。北海道では唯一の大学附属特別支援学校である。

## 沿革
- 1976年4月1日 - 特殊学級が独立し、北海道教育大学附属養護学校開校
- 2004年4月1日 - 国立大学法人北海道教育大学附属養護学校に改称
- 2007年4月1日 - 現校名に改称

## 設置
- 小学部
- 中学部
- 高等部

## 所在地
- 北海道函館市美原3丁目48番1号